# OpenCms
OpenCms è un Enterprise Content management system (CMS) open source basato sulla piattaforma Java e tecnologia XML. È distribuito da Alkacon Software con due tipi di licenze: la licenza LGPL per il "core" e la licenza GPL per alcuni moduli sviluppati da Alkacon Software.
OpenCms è un'applicazione web basata su JSP/Servlet e necessita quindi di un servlet container come Apache Tomcat. L'utilizzo necessita anche di un database relazionale come Mysql, PostgreSQL, MariaDB.

## Caratteristiche
Il prodotto software viene distribuito sotto forma di archivio compresso ZIP contenente la descrizione delle procedure di installazione e il Web Application Archive di OpenCms pronto per il deploy in un application server. L'installazione è piuttosto semplice e viene portata a termine attraverso un intuitivo wizard. È possibile installare anche una demo per apprezzarne tutte le caratteristiche.
Tra le caratteristiche principali proposte ci sono:
- Ambiente di lavoro web facilmente utilizzabile da qualsiasi browser;
- Gestione Risorse e Asset;
- Sistema integrato di gestione utenti e permessi;
- Sistema integrato di gestione dei progetti e della loro pubblicazione;
- Workflow e Task Management;
- Editor WYSIWYG multilingue (CKEditor);
- Localizzazione internazionale, che permette la traduzione di ogni funzionalità del software nella propria lingua (I18n);
- Versionamento dei contenuti;

- Template via JSP e XML

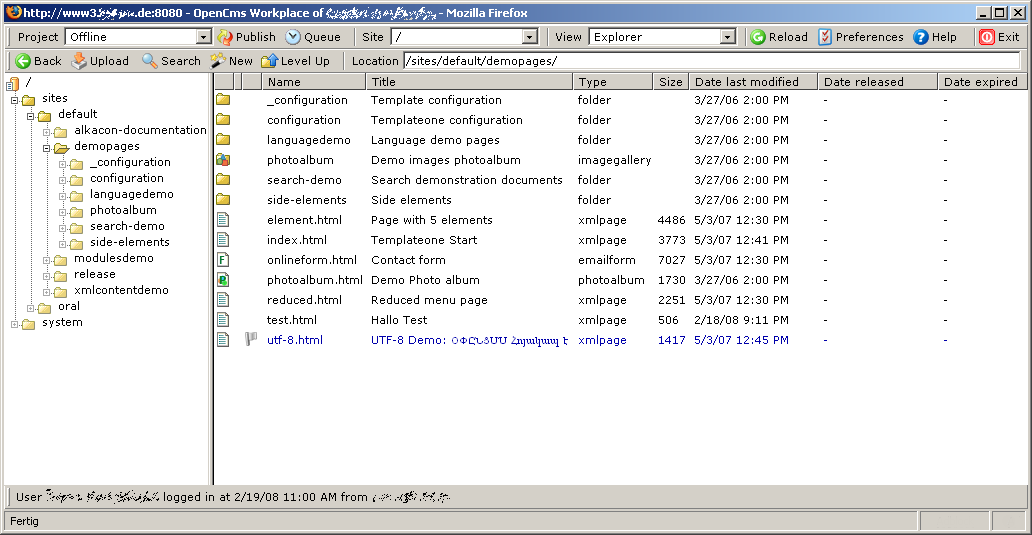
La schermata di amministrazione di OpenCms

- Funzionalità multilingua, permette la realizzazione di un sito multilingua;
- Online-Help System;
- Pubblicazione statica e dinamica dei contenuti;
- Possibilità di personalizzazioni in modo semplice;
- Sistema di Caching per aumentare le prestazioni;
- Meccanismo di estensioni attraverso moduli;
- Sistema di schedulazione di job;
- Import / export dei contenuti;
- Integrazioni native supportate per Application server, EJB e altre specifiche Java EE;
- Ricerca testuale su tutti i contenuti inseriti tramite Lucene/Solr;
- Alto grado di personalizzazione grazie ai numerosi moduli disponibili sia come software libero che con altre licenze;

## Versioni
| Versione | Data di rilascio | Nuove funzionalità importanti |
| 04.00.00 | 02/02/00         | Flusso di lavoro online / offline , editor WYSIWYG per pagine web, explorer, gestione utenti |
| 05.00.00 | 05/05/02         | Modelli di pagina in JSP con la propria libreria di tag <cms:> , memorizzazione nella cache estesa ed esportazione statica delle pagine |
| 05.03.00 | 11/12/03         | Ricerca di testo completo con Lucene , modifica diretta delle pagine web |
| 06.00.00 | 30/06/05         | Interfaccia utente aggiornata, archiviazione dei contenuti in file XML basati su XSD , gestione di più siti |
| 06.02.00 | 31/03/06         | Ridimensionamento dell'immagine integrato , confronto visivo delle versioni dei documenti |
| 07.00.00 | 04/07/07         | Supporto per WebDAV , gestione automatica dei collegamenti, tag di categoria per tutti i file di contenuto |
| 07.05.00 | 15/06/09         | Gallerie di contenuti, supporto esteso per la creazione di JSP utilizzando il linguaggio delle espressioni |
| 08.00.00 | 08/05/11         | Interfaccia utente migliorata che consente il trascinamento della selezione di elementi nella pagina e nell'editor della mappa del sito, supporto per dispositivi mobili                                                                                                 |
| 08.05.00 | 24/09/12         | Modifica "inline" di pagine web, integrazione di Apache Solr , supporto CMIS , funzionalità SEO |
| 09.00.00 | 08/11/13         | Anteprima per dispositivi mobili, accesso al repository di contenuti utilizzando una condivisione di rete , interfaccia di gestione visiva del sito, modello demo basato su Bootstrap                                                                                    |
| 09.05.00 | 03/11/14         | I contenitori nidificati consentono la creazione di modelli e layout con trascinamento, contenuto generato dall'utente, creazione di PDF , ruoli di editor estesi, controllo ortografico nell'editor WYSIWYG, gestione visiva di gallerie, categorie e modelli           |
| 10.00.00 | 23/03/16         | Area di lavoro di amministrazione modernizzata, modello Apollo aggiunto, nuovo esploratore di file, Identicons per gli utenti, commit diretto dei modelli modificati su Git , trascinamento della selezione di immagini, ricerca dei contenuti basata su Solr migliorata |
| 10.05.00 | 15/02/17         | Strumenti di localizzazione migliorati per il confronto affiancato delle mappe dei siti, supporto per la generazione di pagine come frammenti JSON, connessione di risorse per origini dati esterne, icone dei caratteri nell'interfaccia utente                         |
| 11.00.00 | 30/04/19         | Interfaccia utente ridisegnata, meta mapping per SEO, nuovo modello Mercury, generazione di elenchi di contenuti predefiniti con ricerche Solr predefinite, segnalibri nell'explorer, nuove app per il tipo di risorsa e gestione delle sessioni                         |